# Aeroporto Internazionale Generale Lucio Blanco
L'aeroporto Internazionale Generale Lucio Blanco (in spagnolo Aeropuerto Internacional General Lucio Blanco) è un aeroporto che serve il traffico aereo sia interno che internazionale, situato a Reynosa vicino al confine con gli Stati Uniti, nello stato federale di Tamaulipas in Messico.
L'aeroporto deve il suo nome al generale Lucio Blanco, una figura di rilievo della Rivoluzione messicana (1910-1920).